# Sant'Ambrogio di Torino
Sant'Ambrogio di Torino é uma comuna italiana da região do Piemonte, província de Turim, com cerca de 4.720 habitantes. Estende-se por uma área de 8 km², tendo uma densidade populacional de 534 hab/km². Faz fronteira com Caprie, Villar Dora, Chiusa di San Michele, Avigliana, Valgioie.
A abadia do Sacra San Michele fundada no ano 986 está localizada no território de Sant'Ambrogio di Torino.
Desde 1994, o Sacra San Michele é um símbolo da região do Piemonte.

## Demografia
| Variação demográfica do município entre 1861 e 2011                               |
|                                                                                   |
| Fonte: Istituto Nazionale di Statistica (ISTAT) - Elaboração gráfica da Wikipedia |

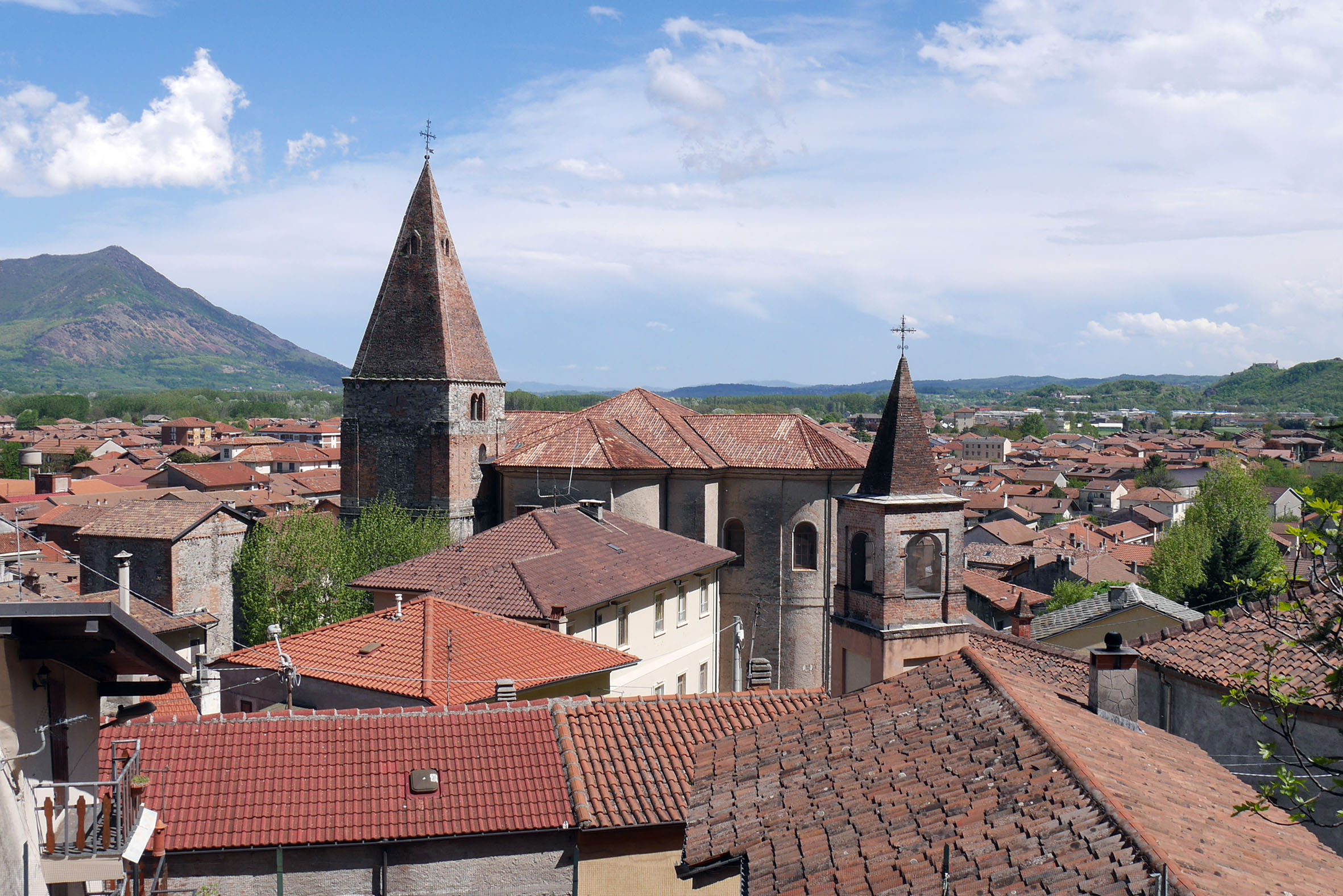
Panorama de Sant'Ambrogio di Torino
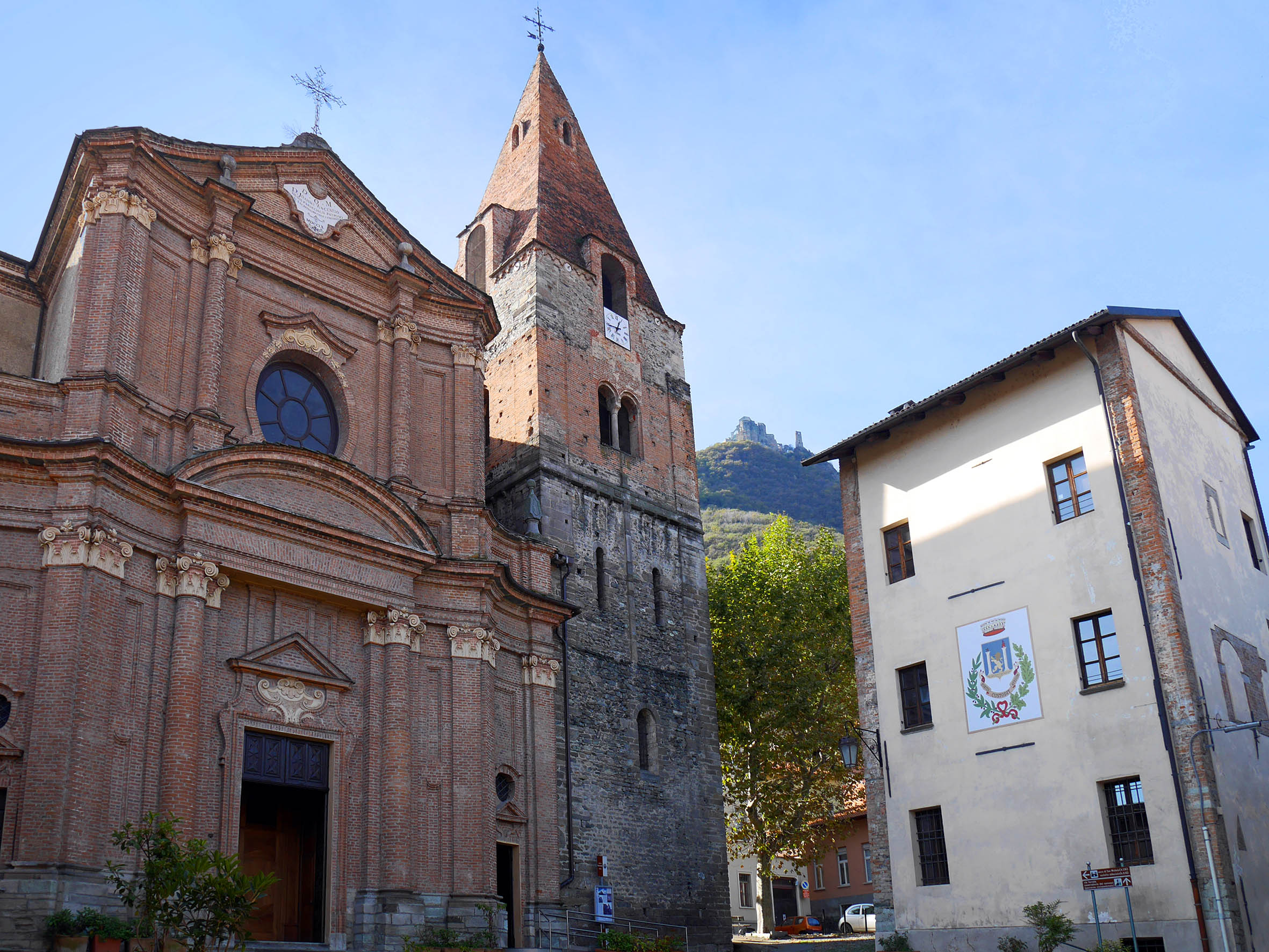
Igreja Paroquial de San Giovanni Vincenzo
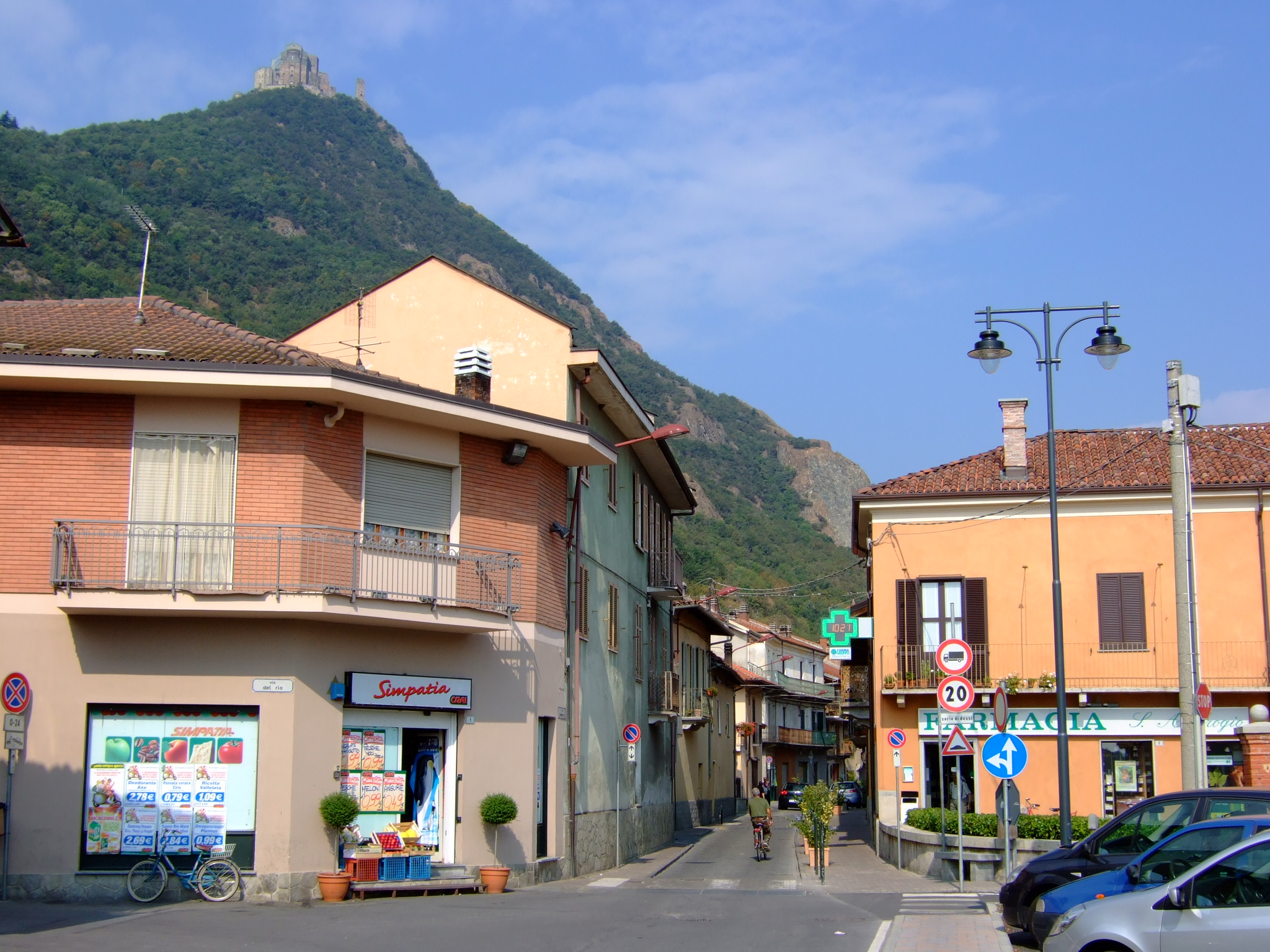
Ruas de Sant'Ambrogio di Torino
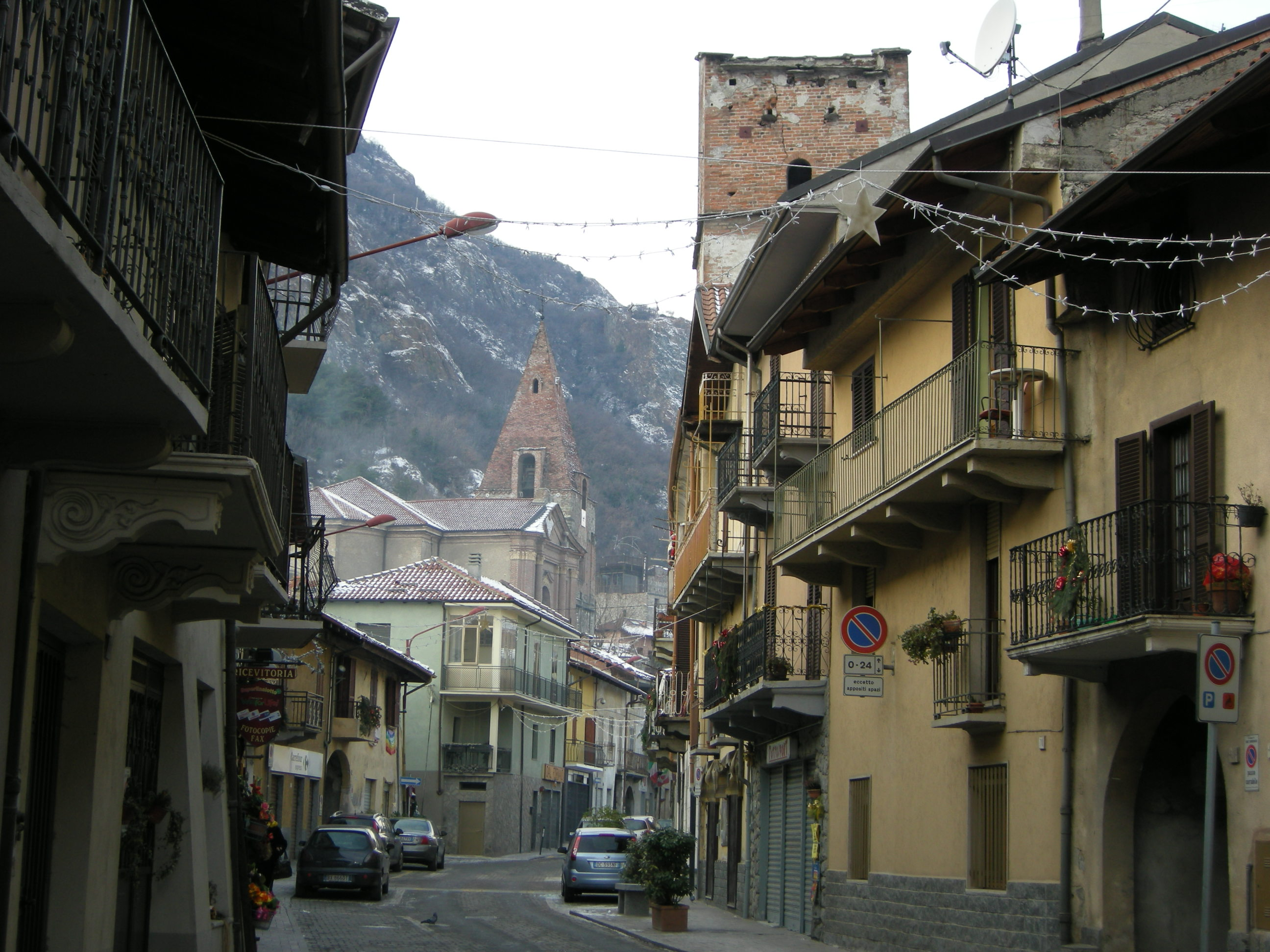
Ruas de Sant'Ambrogio di Torino
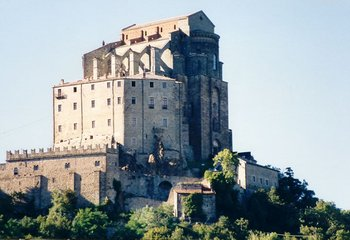
Sacra di San Michele